# Lisa Papineau
Lisa Papineau – amerykańska piosenkarka i autorka tekstów piosenek, pochodząca z Nowej Anglii.
Około 2005 przeniosła się na stałe do Europy i zamieszkała w Paryżu. Została wokalistką zespołu Big Sir z Los Angeles. Podjęła też współpracę z innymi zespołami (np. Air, M83, Anubian Lights, Farflung, P.O.D., oraz Crooked Cowboy and the Freshwater Indians). Tworzyła również solo (np. album "Night Moves"). Współpracowała z takimi kompozytorami jak Jun Miyake, Tyler Bates, Matt Embree i Omar Rodríguez-López.
Stała się znana dzięki muzyce filmowej, m.in. do filmów "The Crow: City of Angels", "The Last Time I Committed Suicide". Znana m.in. z utworu pt. "The Here and After" (z płyty "Stolen from Strangers" japońskiego kompozytora Jun Miyake), wykorzystanego w filmie Pina, który został nominowany do Oskara. 
Papineau była także koproducentem awangardowego filmu pt. "Treasure Island" (reżyseria Scott King) i narratorką w filmie "Boys & Girls Guide to Getting Down". Cierpi na stwardnienie rozsiane.